# Убиство с предумишљајем (филм)
Убиство с предумишљајем је филм Горчина Стојановића по роману и сценарију Слободана Селенића, премијерно приказан 15. новембра 1995. године.

## Радња
Филм прати две љубавне приче у ратним временима Јелене Панић – Булике (Бранка Катић) и њене бабе Јелене Љубосављевић (Ана Софреновић) одвојене периодом од 50 година мира.
Булика, радећи на књизи о својој баки према дневнику који јој је од ње остао, открива замршене љубавне односе између њене баке, предратне госпође и уображене лепотице Јелене и младог партизанског официра из провинције, Крсмана (Сергеј Трифуновић), али и сина њеног очуха, Јована (Драган Мићановић). У тек ослобођеном Београду у коме важе другачија правила хладна и отмена Јелена Љубосављевић покушава да се прилагоди новим приликама, ослањајући се на помоћ официра ОЗНА-е Крсмана Јакшића, сељака с Копаоника, који припада новој класи повлашћених. Јован је згрожен најездом „примитиваца“ и љубоморан на Јеленину везу са Крсманом. Булика у ратној 1992. среће младог рањеника из Мославине, Богдана Билогорца (Небојша Глоговац), који с нестрпљењем очекује своје оздрављење како би се вратио на ратиште. Обе љубавне приче се завршавају трагедијом: Јован убија Крсмана, а затим и себе, Богдан гине на ратишту, а Булика одлази из земље.

## Улоге
| Глумац              | Улога               |
| ------------------- | ------------------- |
| Бранка Катић        | Јелена Панић        |
| Небојша Глоговац    | Богдан Билогорац    |
| Ана Софреновић      | Јелена Љубисављевић |
| Драган Мићановић    | Јован               |
| Сергеј Трифуновић   | Крсман Јакшић       |
| Гордана Павлов      |                     |
| Раде Марковић       | Војвода             |
| Радослав Миленковић | Јоко Муждека        |

## Награде
Филм је 1996. године добио награду за најбољи сценарио на Фестивалу филмског сценарија у Врњачкој Бањи.